# 574-та фольксгренадерська дивізія (Третій Рейх)
574-та фольксгренадерська дивізія (Третій Рейх) (нім. 574. Volksgrenadier-Division) — піхотна дивізія народного ополчення (фольксгренадери) вермахту за часів Другої світової війни.

## Історія
574-та фольксгренадерська дивізія сформована 25 серпня 1944 року в ході 32-ї хвилі мобілізації на території Угорського королівства за рахунок підрозділів розгромленої 277-ї піхотної дивізії. Але вже 4 вересня 1944 року її частини пішли на доукомплектування 277-ї фольксгренадерської дивізії.

## Райони бойових дій
- Угорщина (серпень — вересень 1944)

## Командування

### Склад
| 1944                                      |
| ----------------------------------------- |
| 1180-й гренадерський полк                 |
| 1181-й гренадерський полк                 |
| 1182-й гренадерський полк                 |
| 1574-й артилерійський полк                |
| 1574-та рота зв'язку                      |
| 1574-те дивізійне управління забезпечення |